# Copa del Rey 1914
Copa del Rey 1914 var den 14:e upplagan av den spanska fotbollscupen Copa del Rey.
Tävlingen startade den 29 mars 1914 och avslutades den 10 maj 1914 med finalen som hölls på Estadio de Amute i Irun, där Athletic Bilbao vann med 2–1 över España de Barcelona, vilket gav dem deras femte vinst.
Det Spanska fotbollsförbundet tog fullständig kontroll över cupen och beslutade att klubbarna i de befintliga regionala mästerskapen skulle vara tvungna att kvala till cupen, inga friplatser skulle vara tillåtna längre. Förutom några undantag, elimineringsomgångarna spelades i två matcher (hemma och borta) från denna säsong och framåt.

## Lag
- Norra regionen: Athletic Bilbao
- Centrala regionen: Sociedad Gimnástica
- Södra regionen: Sevilla Balompié[1]
- Galicien: Real Vigo SC
- Katalonien: España FC

## Matcher

### Semifinaler

#### Första matchen
|  | 29 mars 1914 | Athletic Bilbao | 11–0 | Real Vigo SC | Estadio San Mamés, Bilbao |  |
|  |              |                 |      |              |                           |  |
|  |              |                 |      |              |                           |  |
|  |              |                 |      |              |                           |  |

|  | 26 april 1914 | España FC | 1–0 | Sociedad Gimnástica | Barcelona |  |
|  |               |           |     |                     |           |  |
|  |               |           |     |                     |           |  |
|  |               |           |     |                     |           |  |

#### Andra matchen
|  | 5 april 1914 | Real Vigo SC | 3–3 | Athletic Bilbao | Vigo |  |
|  |              |              |     |                 |      |  |
|  |              |              |     |                 |      |  |
|  |              |              |     |                 |      |  |

Athletic Bilbao gick vidare med sammanlagt 14–3
|  | 3 maj 1914 | Sociedad Gimnástica | 1–1 | España FC | Estadio San Mamés, Bilbao |  |
|  |            |                     |     |           |                           |  |
|  |            |                     |     |           |                           |  |
|  |            |                     |     |           |                           |  |

España FC gick vidare med sammanlagt 2–1

### Final
|       | 10 maj 1914 | Athletic Bilbao | 2–1 | España FC   | Amute, Irun         |                     |
| 16.30 | 16.30       | Zuazo 20′, 29′  |     | 88′ Villena | Domare: Mr. Rowland | Domare: Mr. Rowland |
| 16.30 | 16.30       |                 |     |             | Domare: Mr. Rowland | Domare: Mr. Rowland |
| 16.30 | 16.30       |                 |     |             | Domare: Mr. Rowland | Domare: Mr. Rowland |

| Vinnare av Copa del Rey 1914 |
| ---------------------------- |
| Athletic Bilbao 5:e titeln   |

### Fotnoter
1. ↑  Mästarna i södra regionen var inte inskrivna i turneringen (egentligen skulle Sevilla Balompié delta som mästaren i "Seville Cup", en turnering som spelades mellan klubbar i Sevilla, då södra regionens mästerskap inte skapades förrän 1915).